# Copa Interclubes de la Uncaf Femenino 2019
La Copa Interclubes de la Uncaf Femenino de 2019 fue la cuarta edición de la Copa Interclubes de la Uncaf Femenino con sede en Nicaragua, que dio inicio el 17 de septiembre de 2019 hasta el 22 de septiembre de 2019.

## Equipos participantes
| Equipos participantes | Equipos participantes | Equipos participantes | Equipos participantes |
| --------------------- | --------------------- | --------------------- | --------------------- |
| Deportivo Saprissa    | Jewel Fury            | Alianza F. C.         | UNIFUT                |
| C. D. Marathón        | UNAN Managua          | C. D. Universitario   |                       |

## Fase de grupos

### Grupo A
| Equipo             | Pts. | PJ | PG | PE | PP | GF | GC | DF  |
| ------------------ | ---- | -- | -- | -- | -- | -- | -- | --- |
| Deportivo Saprissa | 9    | 3  | 3  | 0  | 0  | 13 | 2  | 11  |
| UNAN Managua       | 6    | 3  | 2  | 1  | 0  | 9  | 2  | 7   |
| Jewel Fury         | 3    | 3  | 1  | 0  | 2  | 4  | 16 | -12 |
| C. D. Marathón     | 0    | 3  | 0  | 0  | 3  | 3  | 9  | -6  |

| 17 de septiembre | C. D. Marathón | 1:4 | Deportivo Saprissa | Estadio Nacional, Managua |  |

| 17 de septiembre | UNAN Managua | 7:0 | Jewel Fury | Estadio Nacional, Managua |  |

| 18 de septiembre | Deportivo Saprissa | 7:0 | Jewel Fury | Estadio Nacional, Managua |  |

| 18 de septiembre | UNAN Managua | 1:0 | C. D. Marathón | Estadio Nacional, Managua |  |

| 19 de septiembre | Jewel Fury | 4:2 | C. D. Marathón | Estadio Nacional, Managua |  |

| 19 de septiembre | UNAN Managua | 1:2 | Deportivo Saprissa | Estadio Nacional, Managua |  |

### Grupo B
| Equipo              | Pts. | PJ | PG | PE | PP | GF | GC | DF |
| ------------------- | ---- | -- | -- | -- | -- | -- | -- | -- |
| Alianza F. C.       | 4    | 2  | 1  | 1  | 0  | 6  | 3  | 3  |
| UNIFUT              | 4    | 2  | 1  | 1  | 0  | 2  | 1  | 1  |
| C. D. Universitario | 0    | 2  | 0  | 0  | 2  | 2  | 6  | -4 |

| 17 de septiembre | UNIFUT | 1:1 | Alianza F. C. | Estadio Nacional, Managua |  |

| 18 de septiembre | Alianza F. C. | 5:2 | C. D. Universitario | Estadio Nacional, Managua |  |

| 19 de septiembre | C. D. Universitario | 0:1 | UNIFUT | Estadio Nacional, Managua |  |

## Fase final

### Semifinales
| 21 de septiembre | Deportivo Saprissa | 0:0 (4:2 p.) | UNIFUT | Estadio Nacional, Managua |  |

| 21 de septiembre | Alianza F. C. | 1:1 (2:4 p.) | UNAN Managua | Estadio Nacional, Managua |  |

### Tercera posición
| 22 de septiembre | UNIFUT | 1:2 | Alianza F. C. | Estadio Nacional, Managua |  |

### Final
| 22 de septiembre | Deportivo Saprissa | 2:0 | UNAN Managua | Estadio Nacional, Managua |  |

|                                        |
| Bandera de Costa Rica                  |
| Campeón Deportivo Saprissa 1.er título |

## Estadísticas

### Tabla general
| Pos. | Equipo              | Pts | PJ | PG | PE | PP | GF | GC | Dif. |
| ---- | ------------------- | --- | -- | -- | -- | -- | -- | -- | ---- |
| 1    | Deportivo Saprissa  | 13  | 5  | 4  | 1  | 0  | 15 | 2  | 13   |
| 2    | UNAN Managua        | 7   | 5  | 2  | 2  | 1  | 10 | 5  | 5    |
| 3    | Alianza F. C.       | 7   | 4  | 2  | 2  | 0  | 9  | 5  | 4    |
| 4    | UNIFUT              | 5   | 4  | 1  | 2  | 1  | 3  | 3  | 0    |
| 5    | Jewel Fury          | 3   | 3  | 1  | 1  | 1  | 4  | 16 | -12  |
| 6    | C. D. Universitario | 0   | 2  | 0  | 0  | 2  | 2  | 6  | -4   |
| 7    | C. D. Marathón      | 0   | 3  | 0  | 0  | 3  | 3  | 9  | -6   |